# Takahiro Yamada
Takahiro Yamada (jap. 山田隆裕 Yamada Takahiro; ur. 29 kwietnia 1972 w Takatsuki) – japoński piłkarz, reprezentant kraju.

## Kariera klubowa
Od 1991 do 2003 roku występował w klubach: Yokohama Marinos, Kyoto Purple Sanga, Verdy Kawasaki i Vegalta Sendai.

## Kariera reprezentacyjna
W reprezentacji Japonii zadebiutował w 1994.

## Statystyki
| Reprezentacja Japonii | Reprezentacja Japonii | Reprezentacja Japonii |
| Rok                   | Mecze                 | Gole                  |
| --------------------- | --------------------- | --------------------- |
| 1994                  | 1                     | 0                     |
| Razem                 | 1                     | 0                     |

## Osiągnięcia
- Puchar Azji: 1992
- J-League: 1995
- Puchar Cesarza: 1991, 1992